# جبهه غربی در جنگ داخلی آمریکا

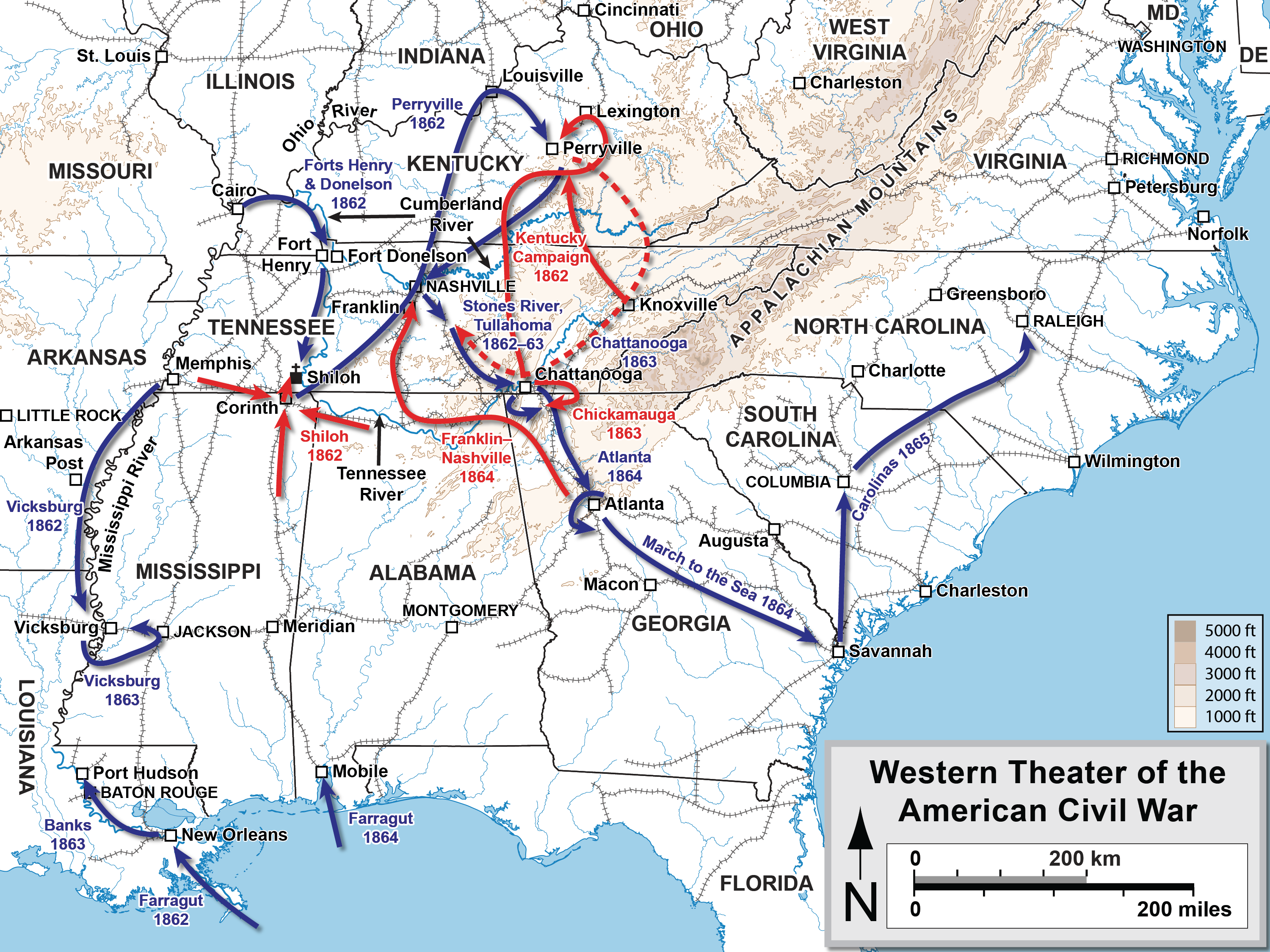
نمایی از نقشه جبهه غربی در دوران جنگ داخلی آمریکا

جبهه غربی در جنگ داخلی آمریکا (انگلیسی: Western Theater of the American Civil War) یک جبهه درگیری از جنگ داخلی آمریکا و شامل عملیات نظامی عمده در آلاباما، جورجیا، فلوریدا، میسیسیپی، کارولینای شمالی، کنتاکی، کارولینای جنوبی، تنسی، و همچنین لوئیزیانا در شرق رود می‌سی‌سی‌پی بود.